# Ананьины
Ана́ньины (Ана́ньевы) — древний новгородский род.

## История
Происходит от Анании, новгородского посадника, сменённого с посадничества в 1255 г. и умершего в 1258 г.
Внук Анании, Михаил Павлович Ана́ньев, также был посадником новгородским в 1309 г. Убит в битве под Торжком в 1315 г.
После покорения Новгорода великим князем Иоанном III Васильевичем, Ананьины в числе других семейств в 1477 г. были вывезены из Новгорода, и вотчины Василья Ананьина в Вотской пятине, в погосте Фёдоровском-Песотском и в Ладожском уезде были описаны и отданы Овцыным.
Один из Ананьевых, Мещерин, Огарков сын, был убит в Казанском зимнем походе 1550 г., и имя его вписано в синодик московского Успенского собора на вечное поминовение.
В 1573 году опричниками Ивана Грозного числились Василий и Дмитрий Ананьины.
В 1699 г. четырнадцать Ананьевых владели населёнными имениями.